# Seis sonatas a trío para órgano, BWV 525-530

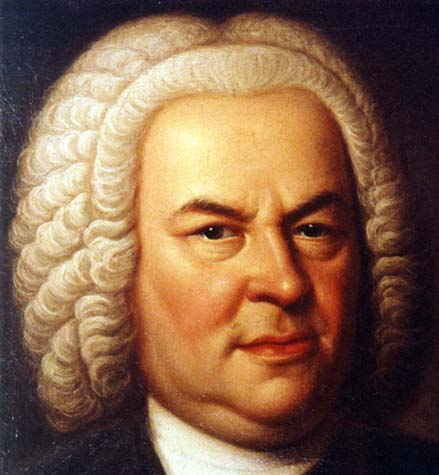
Johann Sebastian Bach, retrato de 1748.

Las Seis sonatas a trío para órgano, BWV 525-530 son un conjunto de obras que se pueden interpretar en órgano u otro instrumento de teclado dotado con pedales, fueron escritas por el compositor alemán del barroco Johann Sebastian Bach, entre 1727 a 1731. El nombre proviene a que las seis sonatas a trío están escritas a tres voces, o sea, están proyectadas en tres líneas distintas e independientes, pero a su vez con relación entre sí: dos agudas que en ocasiones funcionan como un dúo y una grave, que es el pedal. Las seis sonatas tienen por lo general tres movimientos, a excepción de la sonata n.º 4, cuyo primer movimiento está compuesto por un corto Adagio seguido de un Vivace.

## Historia

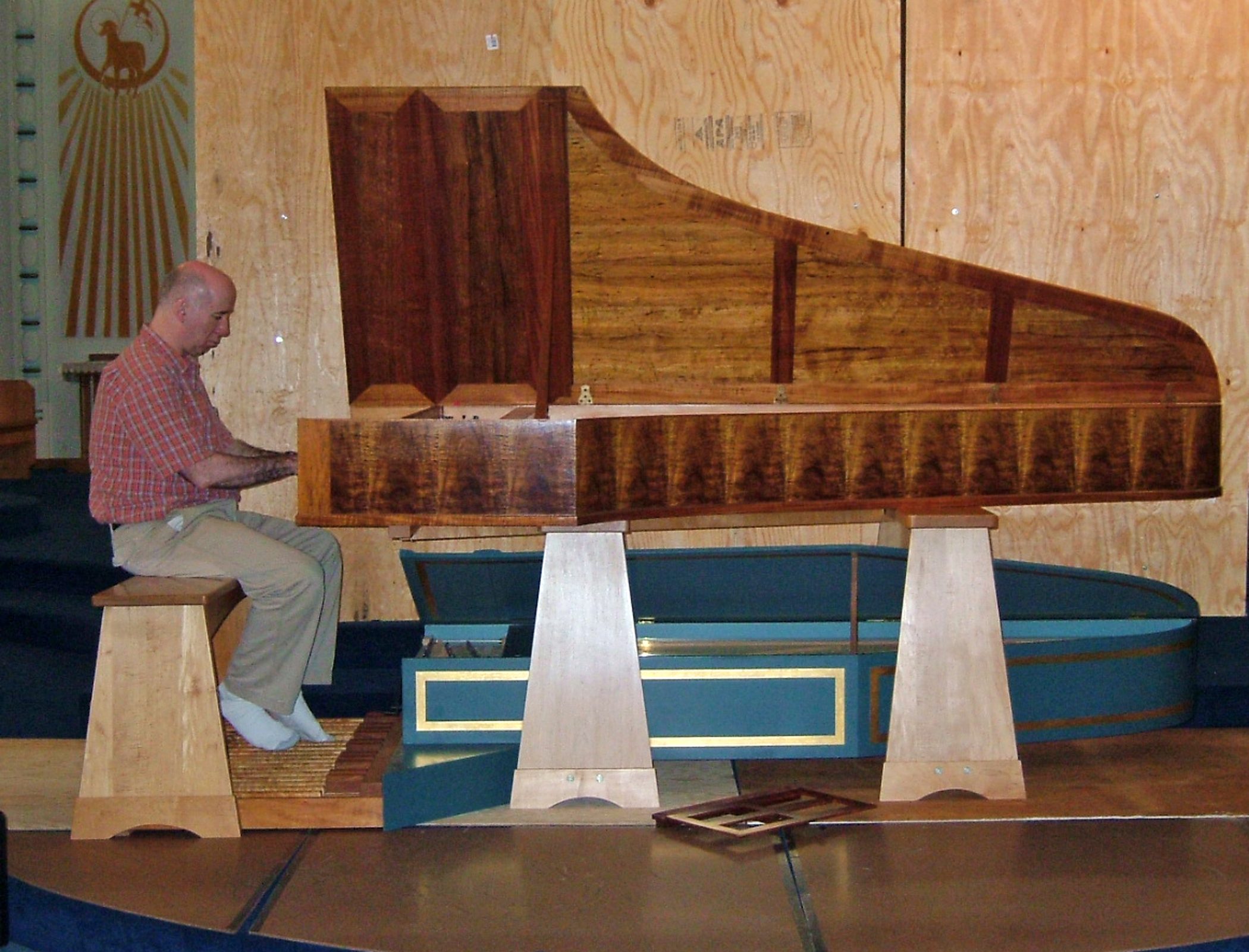
Un clavecín con pedales.

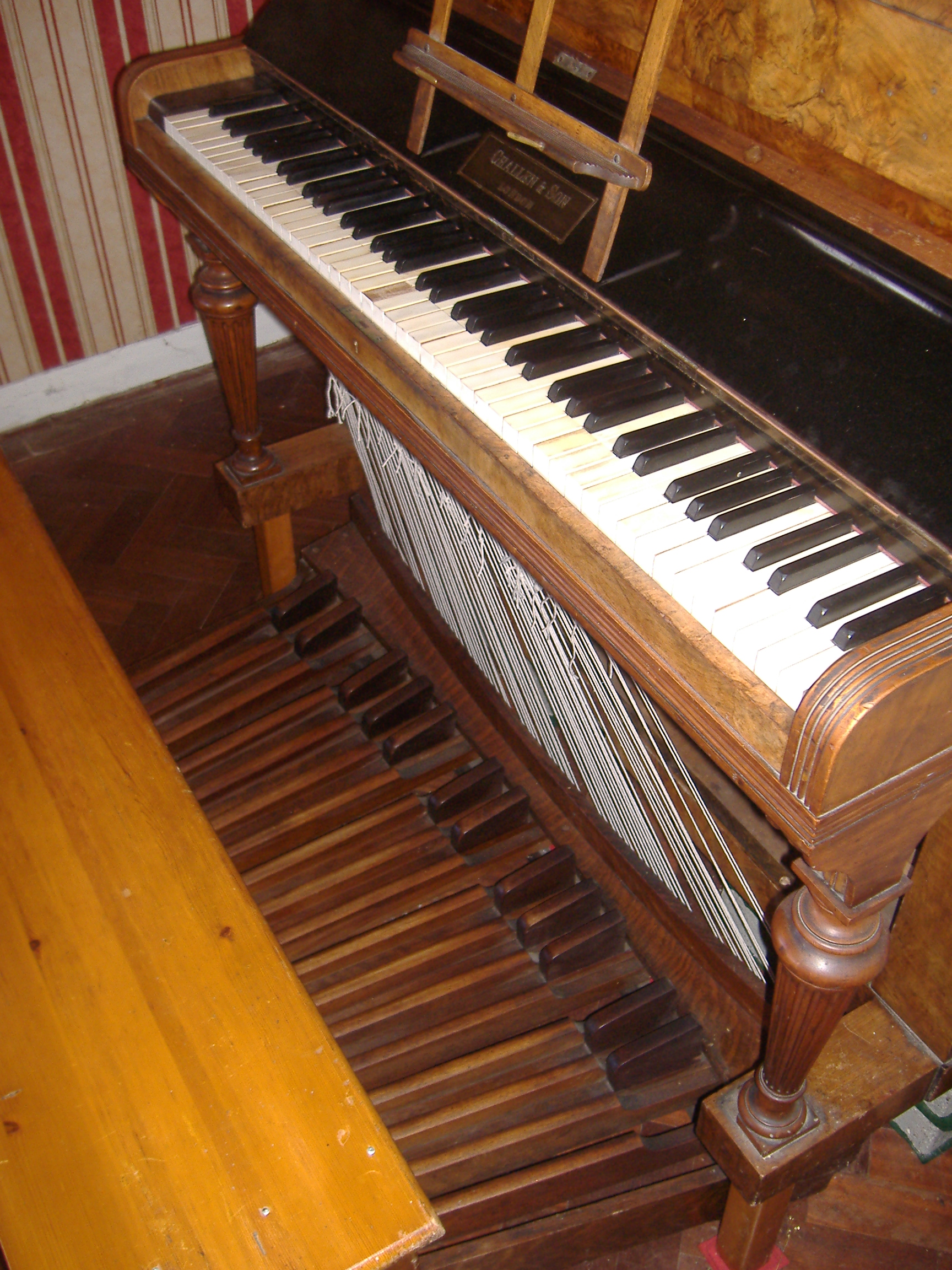
Piano con pedales.

Es generalmente aceptado que Johann Sebastian Bach escribió estas seis sonatas para órgano para su hijo mayor, Wilhelm Friedemann Bach. No existe ninguna prueba fehaciente que demuestre lo contrario, ya que apareció en el tiempo correcto y, además, son de excelencia docente.
Existe una abismal diferencia entre las familias de obras para órgano de Bach bajo la estructura de fantasías, preludios, tocatas y fugas, y las seis sonatas a trío. Es que en comparación, estas sonatas son más "livianas", su estructura es más transparente y no muestran una exuberancia barroca, se puede apreciar que se emplean pocos instrumentos. Pero además, las trío sonatas siempre trabajan en tres voces bien definidas y fácilmente reconocibles a para un oído con pocos conocimientos musicales. Por lo general, las tres voces se encuentra divididas en: las dos manos, por lo general cada mano toca un manual distinto, y los pedales que son ejecutados por los pies es la voz de bajo.
Por lo tanto, las sonatas cultivan la capacidad física y mental del estudiante, para coordinar todos estos movimientos por separado de las manos y los pies, como la buena interpretación de cada voz por igual.
Debido a que las piezas no presenta tonalidades ni muy altas o bajas, las mismas pueden ser transcritas fácilmente para otro instrumento de teclado, pero el mismo tendrá que ser un clavecín o un piano con pedales, si fuera un instrumento sin pedal, sería más difícil tocar en tres voces.

## Análisis

### Sonata n.º 1, BWV 525
La primera sonata está proyectada en mi bemol mayor. Se estima que se compuso cuando el músico acababa de mudarse a Leipzig. Aparentemente es una obra completamente original.
La partitura podría ser fácilmente interpretada por dos instrumentos y bajo continuo, muy pocos oyentes se darían cuenta de que en realidad no es una sonata a trío auténtica. La apertura del primer movimiento se construye a través de voces altas, a la que la voz de bajo, añade "a pie" corcheas. El oyente astuto notará el modo de semicorcheas del movimiento se debe tanto al concierto barroco en cuanto a la sonata barroca.
El Adagio en do menor se encuentra en una forma binaria verdadera cuyos ritmos de vez en cuando hacen formas quasi siciliano.
- Allegro moderato
- Adagio
- Allegro

### Sonata n.º 2, BWV 526

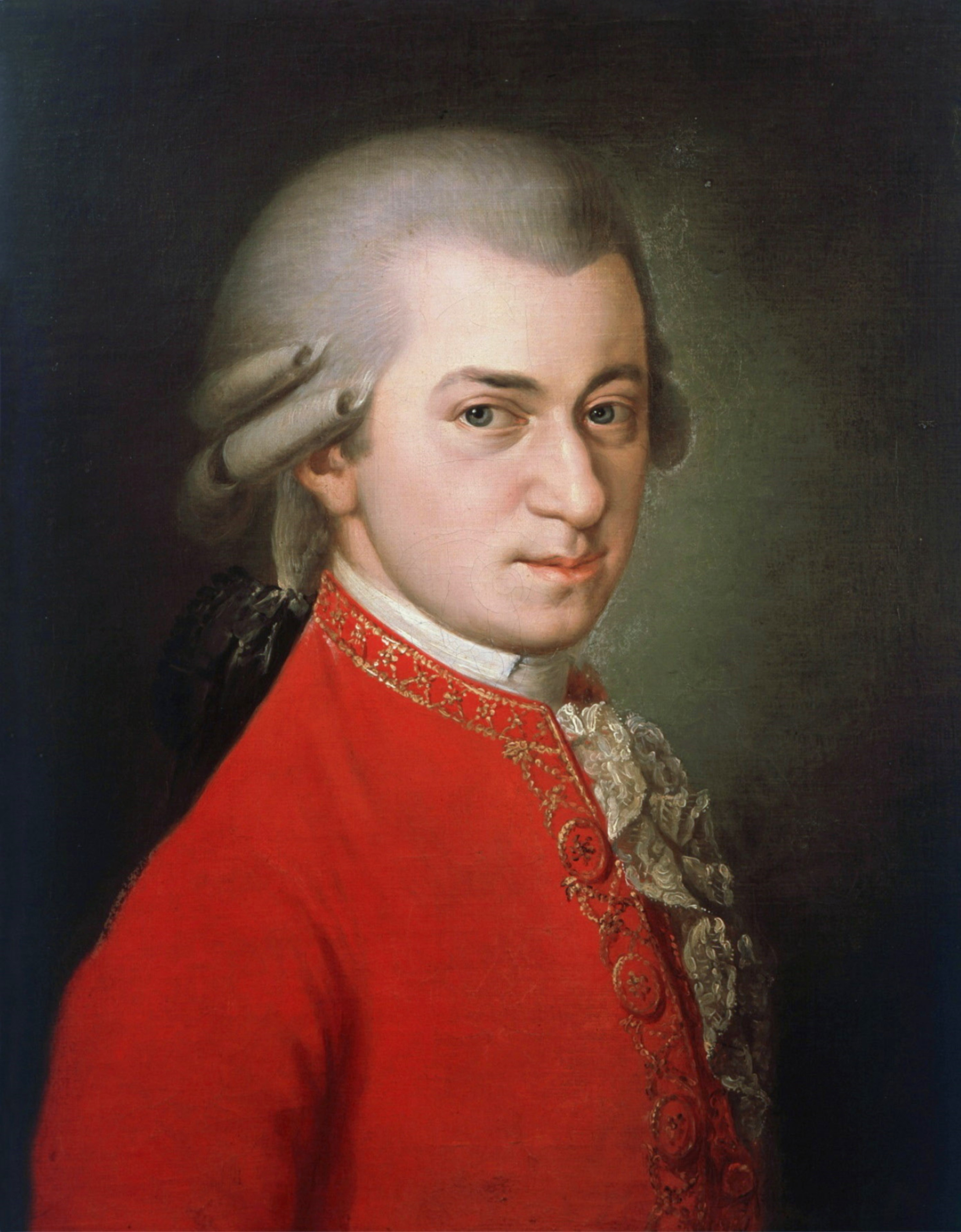
Wolfgang Amadeus Mozart hizo un trío de cuerdas con la sonata n.º 2, BWV 526.

Esta sonata a trío de Bach fue adaptada para un trío de cuerdas por Wolfgang Amadeus Mozart. BWV 526 hace uso efectivo de su tonalidad en do menor, llevando una riqueza sonora y emocional. El primer movimiento, Vivace, tiene un apoyo animado pero no frenético del pedal. 
En el Largo, su voz fluye suavemente sobre un acompañamiento de un registro más bajo y progresiones de bajo suaves, parece casi una pastoral, si se avanzaba en un ritmo más rápido. Por el primer tercio, las notas de una voz responden a la otra. Este movimiento no termina con una nota redonda como es lo más usual, sino en cambio, deja la pieza "suspendida".
- Vivace
- Largo
- Allegro

### Sonata n.º 3, BWV 527
El Andante de apertura comienza con una telaraña de ocho compases temático en un registro agudo, según las normas de estas sonatas a trío, tiene un acompañamiento pedal algo rudimentario. Los primeros ocho compases son a dos voces, son el pedal y la voz más aguda, la segunda voz ingresa en el noveno compás, esta nueva línea melódica llega como una imitación de lo anterior. Poco después del primer tercio aparecen compases con destacables pasajes digitales. A continuación, cuando una voz se encuentra en silencio, la otra proyecta una melodía, y viceversa. Antes del segundo tercio del movimiento, la voz más aguda toma por unos nueve compases mayor dominio.
El Vivace es muy dinámico, explotando y haciendo juego con las sonoridades de las tres voces. Hay un recurso que se usa tres veces a lo largo del movimiento, es un pequeño "silencio" en las dos voces más agudas, dejando al pedal proyectar dos y tres notas de bajo solo, esto le da un atractivo único y original a la pieza. Pero el pequeño solo de pedal más llamativo se produce a los tres cuartos del movimiento, cuando el pedal ejecuta ocho notas. 
- Andante
- Adagio e dolce
- Vivace

### Sonata n.º 4, BWV 528

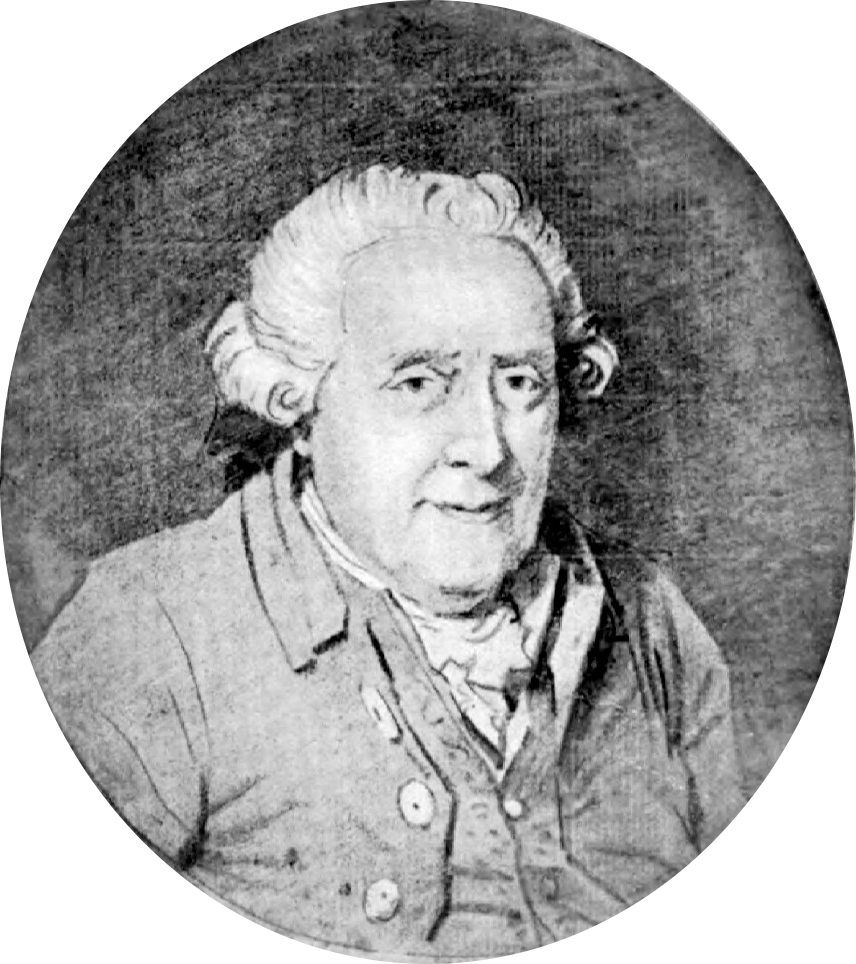
La razón más posible de la composición de las sonatas fuera para instruir a su hijo Wilhelm Friedemann Bach.

El Adagio corresponde solo a los primeros cuatro compases, mientras que el resto de la pieza es el Vivace. El pedal del Andante es irregular, con proyecciones de corcheas y semicorcheas, en ocasiones separadas por silencios, y otras veces unidas. Un poco allegro se encuentra en un compás de 3/8 la segunda voz se retrasa hasta el octavo compás. 
- Adagio & Vivace
- Andante
- Un poco allegro

### Sonata n.º 5, BWV 529
Se presume que esta sonata fue compuesta por 1731. Durante todo el primer Allegro hay notas que se mantienen durante varios compases, primero en la voz más grave (pedal), luego en la segunda, y también en la más aguda, casi siempre son notas blancas. Las notas del pedal son siempre corcheas unidas y separadas, excepto las ya citadas blancas mantenidas. 
La segunda voz en el Largo se retrasa hasta el quinto compás, el movimiento está integrado mayormente por fusas en sus dos voces más agudas.
- Allegro
- Largo
- Allegro

### Sonata n.º 6, BWV 530
Un poco antes del primer cuarto del Vivace, un compás que consta de una melodía compuesta de semicorcheas, cuenta con el apoyo de corcheas ascendentes por parte de la segunda voz, mientras que el pedal proyecta una nota por compás, este recurso acontece en unos quince compases, pero con ligeras diferencias en la melodía de la voz más aguda. El primer movimiento está influenciado por la música de Antonio Vivaldi. El movimiento Lento tiene reminiscencias con el aria Erbarme dich, mein Gott, um meiner Zähren Willen! de la Pasión según San Mateo.
- Vivace
- Lento
- Allegro

## Fuente
- Composiciones de Johann Sebastian Bach

- Datos: Q908241
- Multimedia: BWV 525–530 – Six sonatas for organ / Q908241